# Pygidiopsoides spindalis
Pygidiopsoides spindalis är en plattmaskart. Pygidiopsoides spindalis ingår i släktet Pygidiopsoides och familjen Heterophyidae. Inga underarter finns listade i Catalogue of Life.